# Presseler Heidewald- und Moorgebiet
Presseler Heidewald- und Moorgebiet ist ein Naturschutzgebiet (NSG) im Landkreis Nordsachsen in Sachsen. Das 4.095 ha große Gebiet mit der NSG-Nr. L 44 liegt an der B 183 zwischen Bad Düben im Westen und Torgau an der Elbe im Osten. Es liegt komplett in dem etwas größeren FFH-Gebiet Nr. 4342-304 „Presseler Heidewald und Moorgebiet“ mit einer Gesamtfläche von 4.221 ha.